# Książęta Conti
Książęta Conti (fr. de Conti) – francuski ród arystokratyczny, stanowiący młodszą gałąź rodu książąt de Condé, który z kolei stanowił gałąź królewskiej dynastii Burbonów.
Tytuł ten nadany został najmłodszemu synowi Ludwika I, pierwszego księcia de Condé, i Eleonory de Roye. Nazwa Conti pochodziła od nazwy małego miasteczka Conti-sur-Selles, położonego pod Amiens. Najpierw był to tytuł markiza Conti, później został podniesiony do rangi księcia.
Przedstawiciele tego rodu odgrywali w XVI i XVII wieku, we Francji
znaczącą rolę:
- Franciszek I, markiz (1581-1597), a następnie pierwszy książę Conti (1597-1614),
- po jego bezpotomnej śmierci tytuł przepadł, a został przywrócony w 1629
- Armand I, drugi książę Conti (1629-1666),
- Ludwik Armand I, trzeci książę Conti (1666-1685),
- Franciszek Ludwik, czwarty książę Conti (1685-1709),
- Ludwik Armand II, piąty książę Conti (1709-1727),
- Ludwik Franciszek I, szósty książę Conti (1727-1776),
- Ludwik Franciszek II, siódmy książę Conti (1776-1814)

Wielokrotnie pretendowali na królów Francji i Polski np. Franciszek Ludwik Burbon, czwarty książę Conti (1664-1709). Linia książąt Conti wygasła w 1814, podobny los spotkał też ich starszą linię - Kondeuszy (linię de Bourbon-Condé), która wygasła w 1830 roku.